# جيروم هيل (مخرج)
جيروم هيل (بالإنجليزية: Jerome Hill)‏ هو رسام ومخرج أمريكي، ولد في 2 مارس 1905 في سانت بول في الولايات المتحدة، وتوفي في 21 نوفمبر 1972 في نيويورك في الولايات المتحدة.

## وصلات خارجية
- جيروم هيل على موقع IMDb (الإنجليزية)
- جيروم هيل على موقع ألو سيني (الفرنسية)
- جيروم هيل على موقع أول موفي (الإنجليزية)
- جيروم هيل على موقع قاعدة بيانات الأفلام السويدية (السويدية)
- جيروم هيل على موقع قاعدة بيانات الفيلم (الإنجليزية)
- جيروم هيل على موقع كينوبويسك (الروسية)